# Jądro grafu
Jądro grafu – podzbiór wierzchołków grafu skierowanego taki, że:
- wierzchołki z jądra nie przewyższają się nawzajem (nie posiadają następników)
- każdy wierzchołek grafu nie należący do jądra jest przewyższany przez co najmniej jeden wierzchołek z jądra.

Każdy wierzchołek izolowany w grafie należy jednocześnie do jądra.